# Kokong
Kokong is een dorp in het district Southern in Botswana. De plaats telt 928 inwoners (2011).